# Chi-Phase
Die Chi-Phase (χ-Phase) ist eine intermetallische Phase (Fe36Cr12Mo10), die unter anderem beim Schweißen hochlegierter Stähle mit einem Chromgehalt über 15 Prozent entstehen kann. Sie ähnelt in ihrer Entstehung und Eigenschaften stark der Sigma-Phase.
Die Chi-Phase entsteht bei langer Erwärmung zwischen 400 und 550 °C und führt zur 475 °C – Versprödung. Sie besitzt eine raumzentrierte kubische Struktur.
Durch die Chi-Phase werden die Duktilität, die Korrosionsbeständigkeit und die Zähigkeit des Materials reduziert. Als Gegenmaßnahme kann beim Schweißen die Wärmezufuhr (Streckenenergie) begrenzt werden; im Betrieb entsprechend die Betriebstemperatur.
Die Chi-Phase entsteht beim Schweißen wegen ihres Temperaturbereiches vor der Sigma-Phase und wird meist auch in diese umgewandelt.
Sie kommt auch in anderen intermetallischen Verbindungen vor.